# Cadillac Escalade

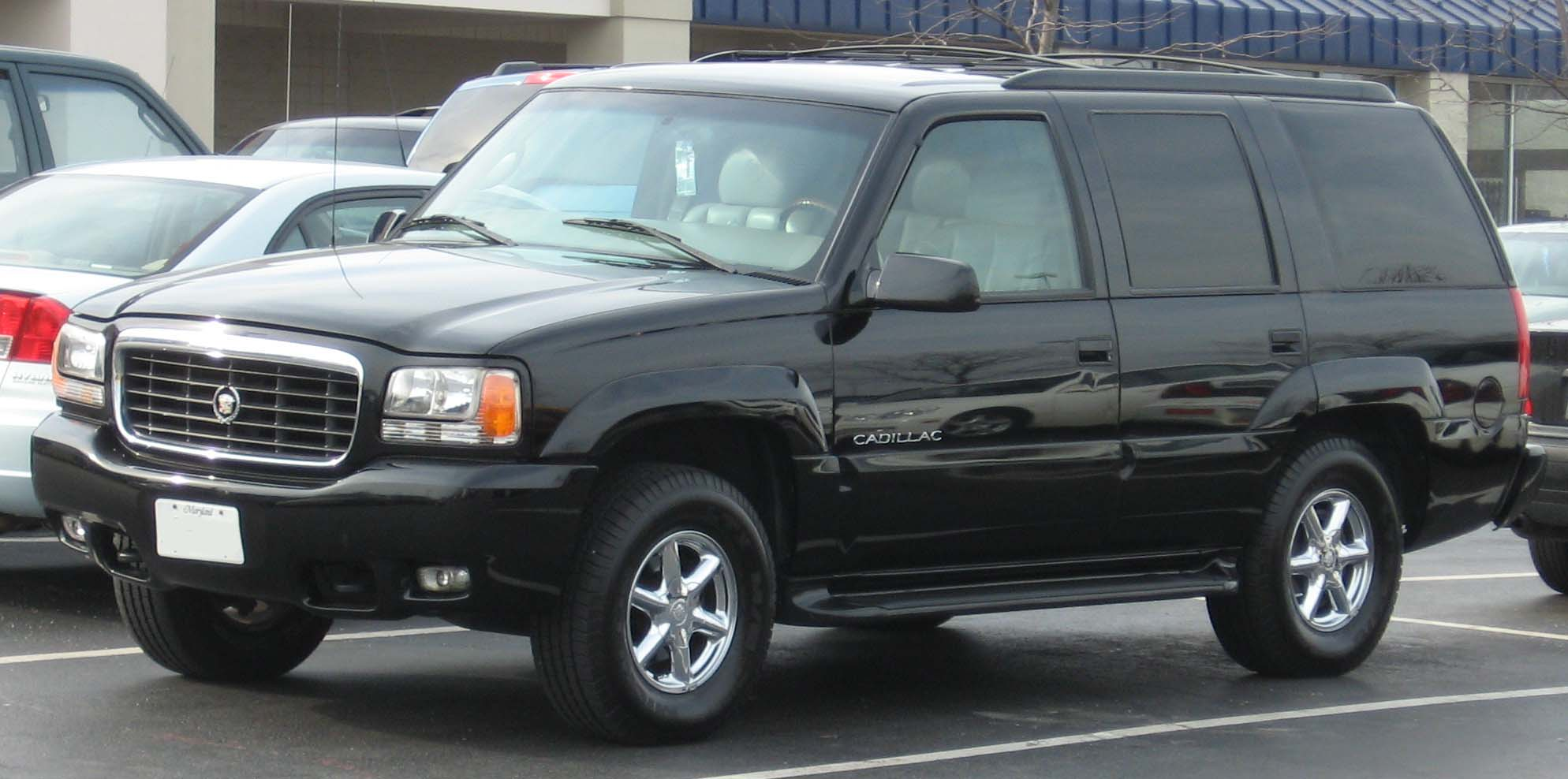
Första generationen Escalade (1999-2000)

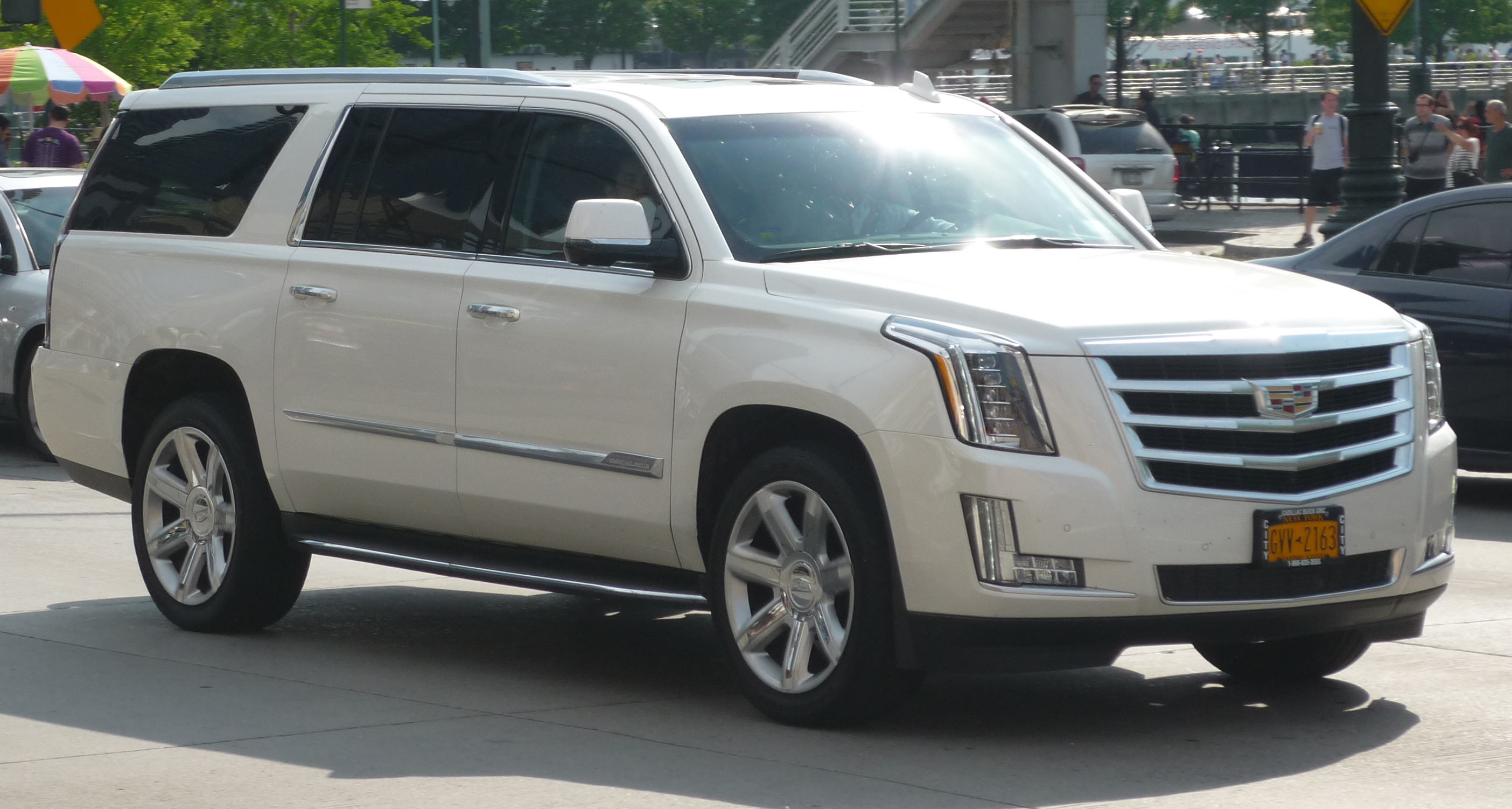
Cadillac Escalade ESV fjärde generationen (2015-)

Cadillac Escalade ESV är en SUV som tillverkas av Cadillac. Modellen introducerades 1999 och är sedan 2015 inne i sin fjärde generation. Bilen delar plattform med Chevrolet Suburban och GMC Yukon XL.
ESV-varianten är längre än basmodellen och är 5697,22 mm (224,30 in) lång. Bilen drivs av en 6,2 liters v8-motor hämtad från Corvette. Modellen finns som både fyrhjulsdriven och tvåhjulsdriven, där båda  typerna av drivhjul har en stel bakaxel.